# Гуина (водопад)
Гуина (фр. Chutes de Gouina) — водопад на реке Сенегал в западной части Мали. Располагается в верхнем течении Сенегала между городами Бафулабе и Бакель, юго-западнее административного центра области Каес.
Участок реки у водопада отличается быстрым течением и находится на высоте 67 м над уровнем моря. Высота падения воды — 14 м. Ниже водопада река усеяна скалами, часть которых увенчана группами деревьев.